# Jani Soininen
Jani Markus Soininen, né le 12 novembre 1972 à Jyväskylä, est un sauteur à ski finlandais. Aux Jeux olympiques d'hiver de 1998, il remporte le titre au petit tremplin et est médaillé d'argent au grand tremplin. Il remporte deux victoires en Coupe du monde cette année. Il est aussi double champion du monde par équipes en 1995 et 1997.

## Palmarès

### Jeux olympiques
| Épreuve / Édition | Lillehammer 1994 | Nagano 1998 |
| Petit tremplin    | 6e               | Or          |
| Grand tremplin    | 5e               | Argent      |
| Par équipes       | 5e               | 5e          |

### Championnats du monde
| Épreuve / Édition | Falun 1993 | Thunder Bay 1995 | Trondheim 1997 | Ramsau 1999 | Lahti 2001 |
| Petit tremplin    | 50e        | 18e              | 11e            | 29e         |            |
| Grand tremplin    |            | 20e              | 7e             | 33e         | 10e        |
| Par équipes       |            | Or               | Or             | 4e          | Argent     |

### Championnats du monde de vol à ski
| Épreuve / Édition | Planica 1994 | Kulm 1996 | Oberstdorf 1998 | Vikersund 2000 |
| Individuel        | 9e           | 17e       | 12e             | 15e            |

### Coupe du monde
- Meilleur classement général : 7e en 1995, 1998 et 2000.
- 18 podiums individuels dont 4 victoires.

#### Victoires par saison
| Année | Lieu                                     |
| 1996  | Engelberg (Suisse)                       |
| 1998  | Lillehammer (Norvège), Predazzo (Italie) |
| 2000  | Hakuba (Japon)                           |